# Балтийская международная академия
Балтийская международная академия (БМА, латыш. Baltijas Starptautiskā akadēmija, BSA) — частное высшее учебное заведение в Латвии, расположенное в Риге. 
В 2023/2024 учебном году Балтийская международная академия была шестым по величине частным вузом в Латвии, в котором обучалось 1252 студента.

## История
Вуз создан в 1992 году как Балтийский Русский институт (БРИ) группой энтузиастов во главе со Станиславом Букой и Валерием Никифоровым. До 1994 года В. Никифоров был его директором, а затем, с 1994 по 2004 год — первым ректором. Государственную аккредитацию как высшее учебное заведение академия получила в 1999 году.
Изначально созданный как русскоязычный вуз, БРИ начал привлекать своими программами и выпускников латышских школ, и зарубежных студентов. В ответ на этот запрос БРИ начал предлагать программы на латышском и английском языках, после чего по инициативе В. Никифорова вуз был переименован в Балтийскую международную академию. В настоящее время обучение ведётся на латышском и английском языках.
22 мая 2025 года завершился внеочередной процесс аккредитации Балтийской международной академии, инициированный Министерством образования и науки. В ходе аккредитации была проведена полная и всесторонняя проверка организации работы и системы качества Академии в Риге, Даугавпилсе и Лиепае. По решению Комиссии по качеству обучения Академия сохранила действующую аккредитацию, что подтверждает соответствие её деятельности требованиям нормативных актов Латвийской Республики.

## Обучение в БМА

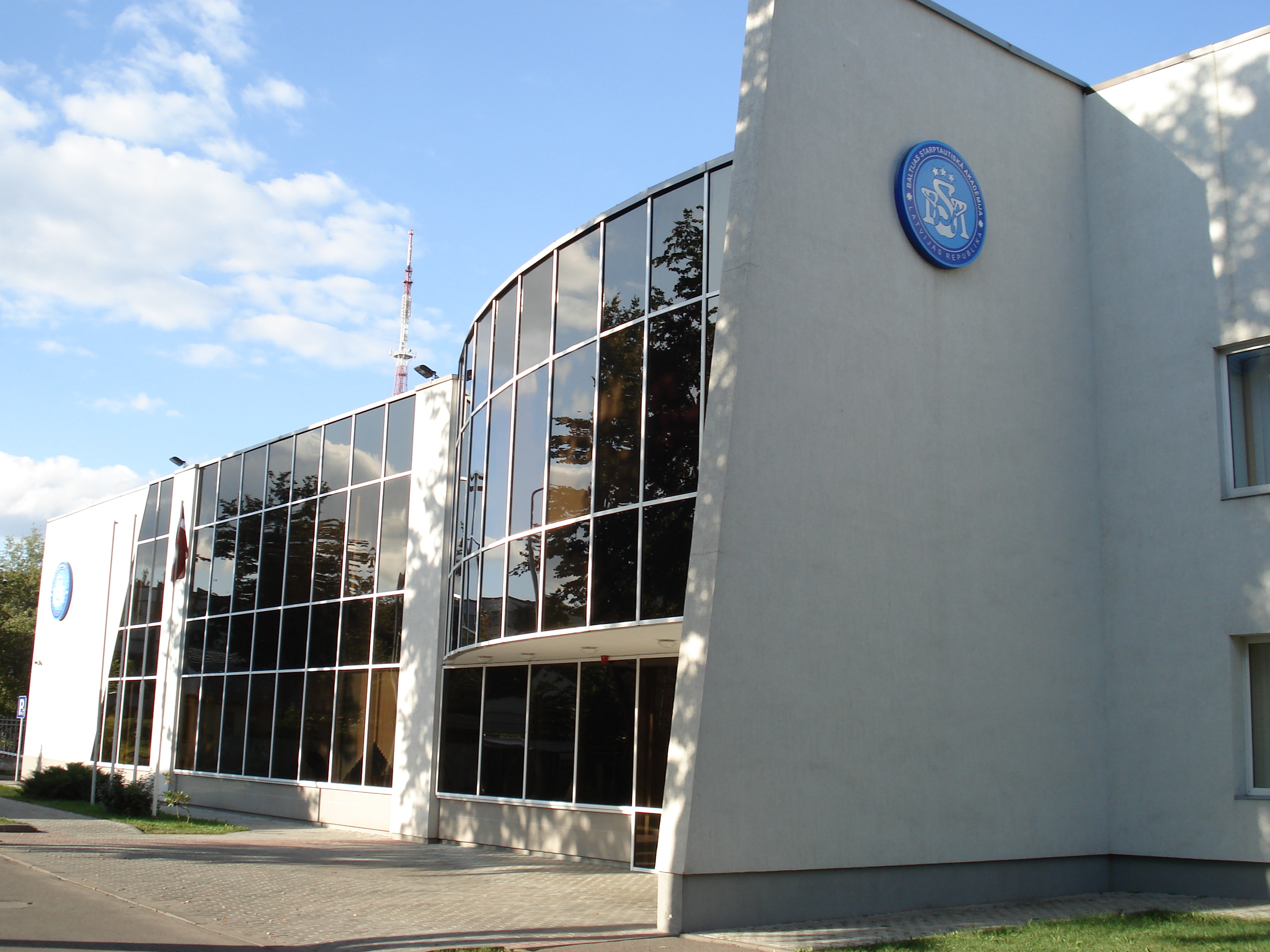
Филиал академии в Даугавпилсе

Ведется мультилингвально на латышском и английском языках.
В качестве иностранного студенты могут изучать: английский, немецкий, французский, русский язык.
Предлагаются следующие формы обучения: полное время, неполное время.

## Программы
Вуз готовит специалистов с высшим образованием уровней: бакалавр, магистр, доктор и высшее образование краткого цикла.
По данным на начало 2025 года предлагаются следующие учебные программы:

#### Программы бакалавриата
- Компьютерный дизайн;
- Европейская экономика и бизнес;
- Управление финансами;
- Управление предпринимательской деятельностью.

#### Программы магистратуры
- Международные финансы и экономика;
- Правоведение;
- Управленипоедприятиемельской деятельностью и администрирование.